# Mobile Subscriber ISDN Number
Die Mobile Subscriber Integrated Services Digital Network Number oder auch Mobile Station Integrated Services Digital Network Number (MSISDN) ist die weltweit eindeutige Rufnummer, welche der Anrufer wählt, um einen Mobilfunkteilnehmer zu erreichen. 
Eine MSISDN ist jeweils einer SIM-Karte zugeordnet; gewisse Netzbetreiber geben auch mehrere SIM-Karten für dieselbe Nummer aus (von denen ist dann aber jeweils nur eine zugleich nutzbar). Dabei kann es durchaus auch vorkommen, dass ein Endgerät über mehrere MSISDNs angesprochen wird, wenn in einem Multi-SIM-Gerät mehr als eine aktive SIM-Karte genutzt wird.
Die MSISDN ist von der 3GPP in TS 23.003 spezifiziert.